# 迷人鳞毛蕨
迷人鳞毛蕨（学名：Dryopteris decipiens）为鳞毛蕨科鳞毛蕨属下的一个种。